# Ерік Гаррісон
Ерік Гаррісон (англ. Eric Harrison, 18 лютого 1999) — американський легкоатлет, який спеціалізується в спринті, чемпіон світу 2018 року серед юніорів у естафетному бігу 4х100 метрів.

## Основні міжнародні виступи
| Рік            | Змагання                      | Місто          | Місце          | Дисципліна     | Примітки       |
| Виступи за США | Виступи за США                | Виступи за США | Виступи за США | Виступи за США | Виступи за США |
| -------------- | ----------------------------- | -------------- | -------------- | -------------- | -------------- |
| 2018           | Чемпіонат світу серед юніорів | Тампере        | 3              | 100 метрів     | [ 1 ]          |
| 2018           | 3                             | 200 метрів     | [ 2 ]          |                |                |
| 2018           | 1                             | 4х100 метрів   | [ 3 ]          |                |                |